# Kortteenrotslijster
De kortteenrotslijster (Monticola brevipes) is een zangvogel uit de familie Muscicapidae (Vliegenvangers).

## Verspreiding en leefgebied
Deze soort komt voor in zuidelijk Afrika en telt 2 ondersoorten:
- Monticola brevipes brevipes: westelijk Angola, Namibië en noordwestelijk Zuid-Afrika.
- Monticola brevipes pretoriae: zuidoostelijk Botswana en centraal Zuid-Afrika.